# Superman (serial)
Superman este un film SF american alb-negru cu supereroi din 1948 regizat de Spencer Gordon Bennet și Thomas Carr. În rolurile principale joacă actorii Noel Neill și Carol Forman. Este un film serial alb-negru format din 15 capitole și produs și distribuit de Columbia Pictures.

## Prezentare
Superman este trimis pe Pământ de către părinții săi în timp ce planeta Krypton explodează. Mai târziu el apare ca Clark Kent, crescând alături de un cuplu de la o fermă. După ce părinții săi adoptivi mor, Omul de oțel se duce în Metropolis deghizat ca Kent și se alătură personalului de la ziarul Daily Planet pentru a afla repede ce se întâmplă în lume. Ori de câte ori se ivesc situații de urgență apare sub adevărata sa identitate, ca Superman, ajutând oamenii aflați în pericol. Această primă serie prezintă conflictul cu un personaj negativ nefast care se numește Doamna Păianjen.

## Capitole
1. Superman Comes To Earth
2. Depths Of The Earth
3. The Reducer Ray
4. Man Of Steel
5. A Job For Superman
6. Superman In Danger
7. Into The Electric Furnace
8. Superman To The Rescue
9. Irresistible Force
10. Between Two Fires
11. Superman's Dilemma
12. Blast In The Depths
13. Hurled To Destruction
14. Superman At Bay
15. The Payoff

Sursa:

## Distribuție
- Kirk Alyn	 ca	Superman/ Clark Kent
- Noel Neill	 ca	Lois Lane
- Tommy Bond	 ca	Jimmy Olsen
- Carol Forman	 ca	'Spider Lady'
- George Meeker	 ca	Driller
- Jack Ingram	 	ca	Anton
- Pierre Watkin	 ca	Perry White
- Terry Frost	 	ca	Brock
- Charles King	 ca	Conrad [Cap. 6-15]
- Charles Quigley	 ca	Dr. Hackett [Cap. 6-15]
- Herbert Rawlinson	 ca	Dr. Arnold Graham [Cap. 3, 9-11, 13-15]
- Forrest Taylor	 ca	Prof. Arnold Leeds [Ca. 3-4]
- Stephen Carr	 ca	Morgan [Cap. 3-4]
- Rusty Wescoatt	 ca	Elton [Cap. 7-15]
- Tom London	ca	(nemenționat)
- Edmund Cobb ca Mecanic (nemenționat)